# Боговтілення
Боговтілення (грец. ενανθρώπηση, лат. incarno) — прийняття образу людини. Перше Пришестя Христа.
В Євангеліях говориться, що Ісус Христос підкорявся законам людської природи: проходив стадії дорослішання людини, вживав їжу, радів, страждав, терпів і помер на хресті.
З самого початку було дві течії християнства: одна з них вважала Ісуса Богом (католики), а інша що Ісус прото Мессія посланий Богом і підкоряється Богу (монархіоністи, пізніше Аріани. Після Першого Нікейського собору були вигнані з римської імперії, проте їхня релігія отримала поширення серед германських племен. Після експансії католиків-франків аріанство лишалося лише на Піренейському півострові та у Північній Африці, де злилося з ісламом через схожість поглядів на природу Ісуса.). Кожна з цих двох течій підтверджувала свою думку Біблією але обидві течії називали його Сином Божим.Однак що саме стояло за словом «син» і як «син» був пов'язаний з «батьком» і « Святим Духом», — було предметом розбіжностей. Цікаво, що в Біблії словосполучення Син Божий вживається не тільки до Ісуса, так іще називали Адама, Ефрема, Ізраїля, а також ангелів. 
Ряд богословів вважав, що Ісус Христос, Син Божий, народившись від  Діви Марії, перейняв людську природу в усьому, крім гріха, а потім жив в людському тілі. Апологети Боговтілення захищали цю ідею в полеміці з гностичними сектами, які дотримувалися докетизму, вважаючи, що Ісус Христос був істотою виключно духовною, який тільки виглядав, як людина.
Першому Нікейськомусоборі ухвалили, що Син є одночасно і людиною, і тим же самим Богом, що і Отець: «Бог від Бога», на противагу вченню Арія за основу був прийнятий термін «єдиносущний» (ομοούσιος), тобто Син і Батько одна сутність — Божество. Дехто вважає, що трійця запозичена із язичництва (див.Триглав) по логіці якщо Зевс бог то його син теж бог рівний йому.